# Amos Edallo
Amos Edallo (Castelleone, 12 luglio 1908 – Crema, 20 maggio 1965) è stato un architetto, urbanista e scultore italiano.

## Biografia
Nato nel 1908 a Castelleone, si iscrisse nel 1930 all'Accademia di Brera di Milano, dove fu allievo di Adolfo Wildt e si diplomò in scultura nel 1935. Nello stesso anno si iscrisse alla Facoltà di Architettura del Politecnico di Milano, conseguendo la laurea nel 1940, ed entrando subito dopo al Comune di Milano.
Assegnato alla Divisione urbanistica, fin dalle prime distruzioni belliche si occupò dello studio delle soluzioni per la ricostruzione delle zone danneggiate, in stretta collaborazione con i privati. Nel 1947 fu nominato dirigente presso l'Ufficio tecnico per il nuovo piano regolatore. In tale veste, coordinò la redazione del Piano di ricostruzione, adottato nel 1948 e approvato nel 1949, e del nuovo Piano Regolatore Generale, adottato nel 1948, riadottato nel 1950, e approvato nel 1953. Sempre negli anni dell'immediato dopoguerra, guidò il complesso lavoro di stesura degli strumenti urbanistici attuativi del Piano di ricostruzione, arrivando in tempi rapidi a una produzione copiosa e di pregevole fattura tecnica, pur tra notevoli compromissioni dovute alla procrastinata vigenza del piano regolatore del 1934.
Nel frattempo aveva intrapreso anche la carriere universitaria, prima come assistente di Giovanni Muzio, e dal 1952 come docente di Tecnica Urbanistica.
Si interessò anche ai problemi dell'edilizia rurale, con particolare attenzione ai problemi del suo territorio d'origine.
Edallo fu attivo anche nel campo dell'edilizia religiosa: a Crema curò i restauri del Duomo (1952-1959) e dell'ex convento di sant'Agostino (1958) destinato a diventare sede museale; a Milano fece parte del Comitato diocesano per le Nuove Chiese, progettando egli stesso le chiese di Sant'Agnese, a Vialba e della Madonna della Divina Provvidenza, a Quinto Romano.
Dal 1960 si dedicò alla libera professione, redigendo numerosi piani regolatori comunali nelle province di Milano e di Cremona. Morì a Crema nel 1965.

## Archivio
L'archivio dell'architetto Amos Edallo conserva 60 progetti (1940-60) di architettura (ville, chiese, edilizia pubblica e scolastica), restauro e urbanistica. I lucidi originali sono circa 90 conservati in rotoli di vario formato fino all'A0 e superiori (per i progetti di piani regolatori); 7 faldoni (formato A4) contengono documenti e carteggi per un totale di circa 7.000 unità e schizzi su carta, su lucido e eliocopie per un totale di circa 150 disegni. La biblioteca personale contiene 100 tra libri, opuscoli e articoli pubblicati dall'architetto.

## Galleria d'immagini

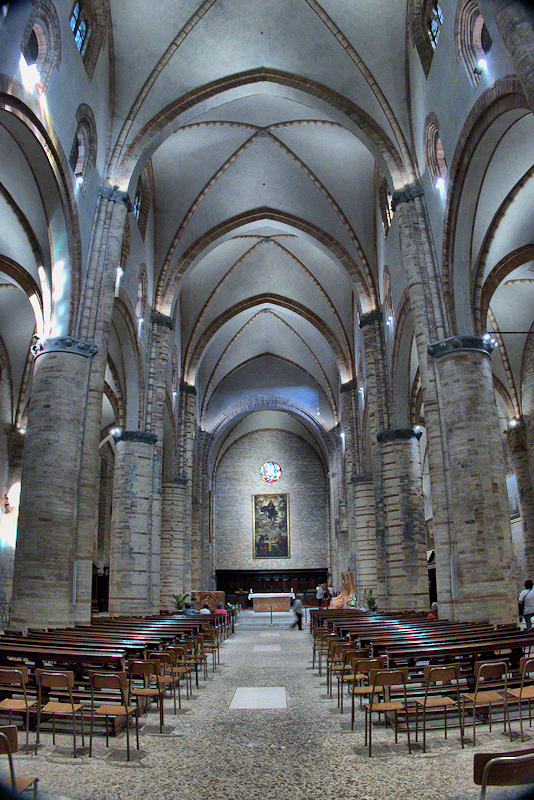
La cattedrale di Crema, della quale curò un complesso restauro, 1952-1959.
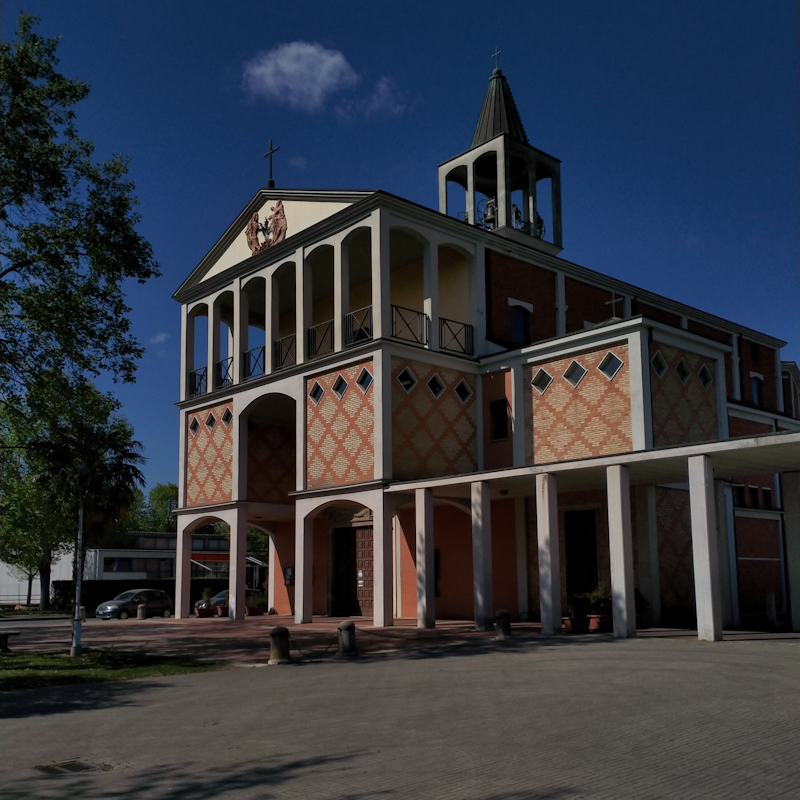
La chiesa parrocchiale del Sacro Cuore Immacolato di Maria a Crema, nel quartiere Castelnuovo, 1954.
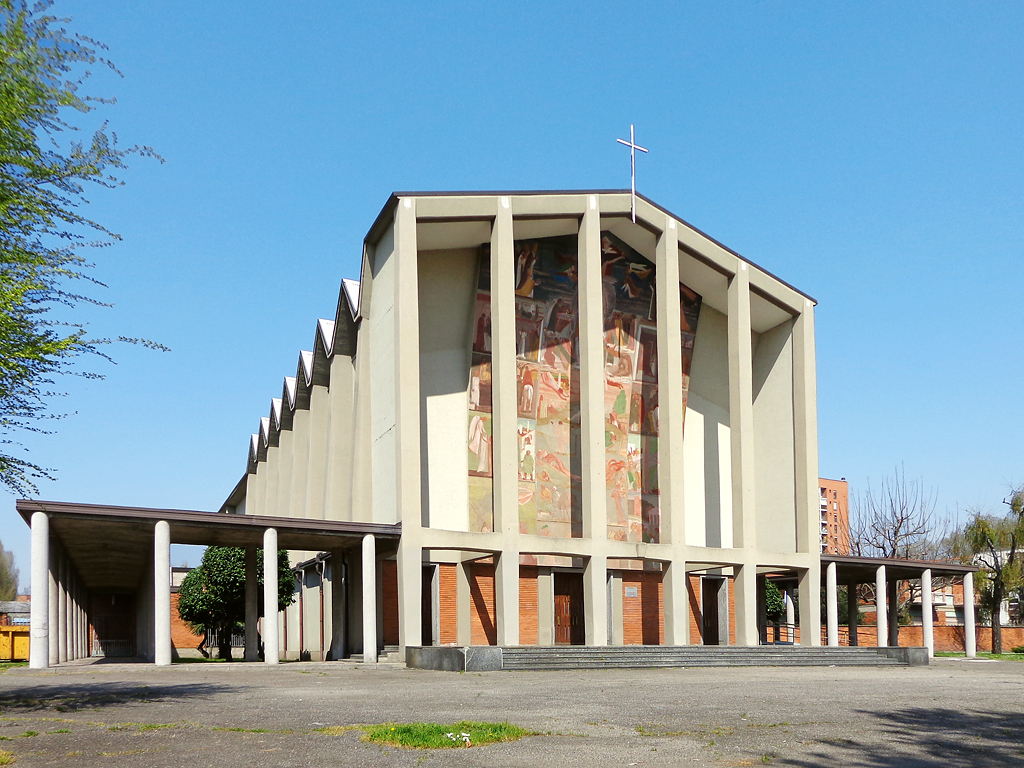
La chiesa di Sant'Agnese a Milano, nel quartiere Vialba, 1955.
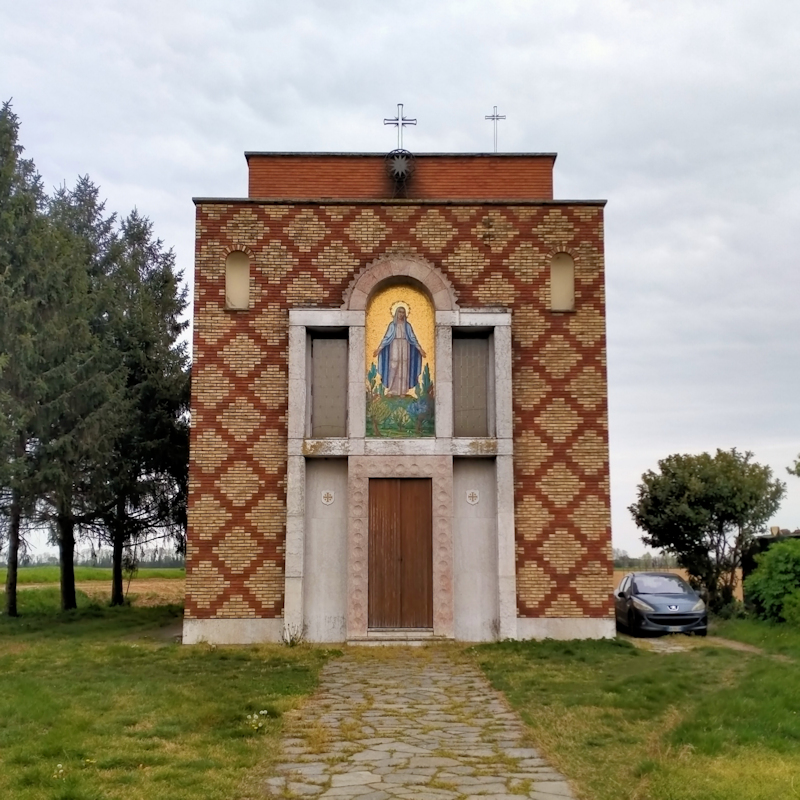
La chiesa della Madonna della Campagna a Castelvisconti, 1955.
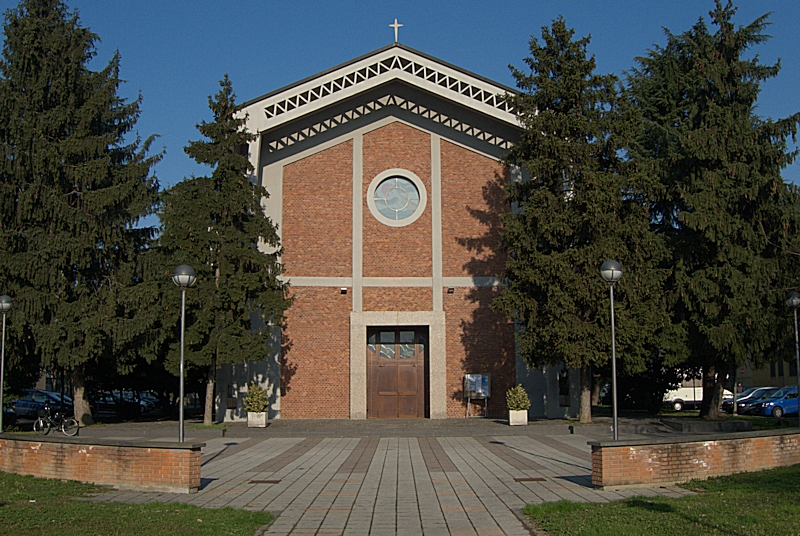
La chiesa parrocchiale del Sacro Cuore di Gesù a Crema Nuova, 1956.
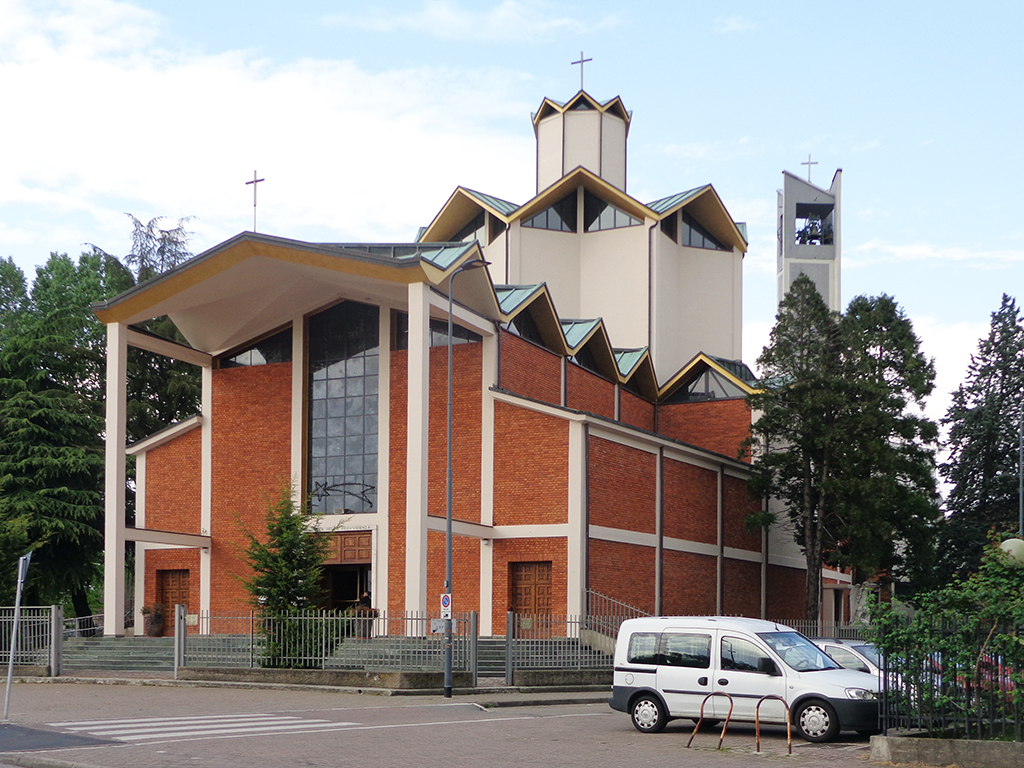
La chiesa della Madonna della Divina Provvidenza a Milano, nel quartiere Quinto Romano, 1958.